# Chthonia (Tochter des Erechtheus)
Chthonia (altgriechisch Χθονία Chthonía) ist in der griechischen Mythologie die Tochter des Erechtheus und der Praxithea.

## Mythos
Nach der Bibliotheke des Apollodor sind ihre Geschwister Kekrops, Pandoros, Metion, Prokris, Kreusa und Oreithyia; andere Quellen führen zudem Orneus, Thespios, Sikyon, Alkon, Eupalamos und Merope an.
In der Suda werden neben den in der Bibliotheke genannten Töchtern des Erechtheus noch Protogeneia und Pandora genannt. In einem Scholion zur Argonautika des Apollonios von Rhodos sind Kreusa, Oreithyia und Prokris Töchter des Kekrops, Chthonia ist die Tochter der Oreithyia und des Boreas und somit mit ihren Geschwistern Chione, Kleopatra, Kalaïs und Zetes eine der Boreaden.
In der Bibliotheke heiratet sie ihren Onkel väterlicherseits Butes.
Als Athen von Eumolpos bedroht wird bzw. als Feinde aus Boiotien die Stadt bedrohen, wird Erechtheus in einem Orakelspruch aufgetragen, eine seiner Töchter zu opfern, um die Stadt retten zu können. In der Bibliotheke wird die (ohne Namen bezeichnete) jüngste Tochter, bei Hyginus Mythographus Chthonia geopfert, bei Hyginus erst, nachdem Eumolpos bereits gefallen ist. Da die Schwestern ihr Leben durch einen Eid aneinander gebunden hatten, nahmen sie sich alle nach dem Tod der Chthonia selbst das Leben. In der Suda opfern sich Chthonias Schwestern Protogeneia und Pandora selbst.